# Tautiška giesmė
"Tautiška giesmė" je nacionalna himna Republike Litve. Pjesmu je 1891. napisao Dr. Vincas Kudirka. Prvi put postaje nacionalnom himnom Litve 1919. godine, da bi 1940. godine bila zamijenjena himnom Litavske SSR. 1992. godine ponovno postaje službenom nacionalnom himnom Litve

## Tautiška giesmė
(na litavskom)
Lietuva, Tėvyne mūsų, 

Tu didvyrių žeme, 

Iš praeities Tavo sūnūs 

Te stiprybę semia.
Tegul Tavo vaikai eina 

Vien takais dorybės, 

Tegul dirba Tavo naudai 

Ir žmonių gėrybei.
Tegul saulė Lietuvoj 

Tamsumas prašalina, 

Ir šviesa, ir tiesa 

Mūs žingsnius telydi.
Tegul meilė Lietuvos 

Dega mūsų širdyse, 

Vardan tos Lietuvos 

Vienybė težydi! 

## The National Song
(prijevod na engleski)
Lithuania, our dear homeland,

Land of worthy heroes,

May your sons draw strength and vigour

From your past experience.
May your children always proudly

Choose the paths of virtue,

May your good and gains of people

Be the goals they work for.
May the sun over this land

Scatter all the gloom and dark,

Truth and light, shining bright,

Guide our steps forever.
May our love for our native land

Keep on burning in our hearts,

For the sake of this land

We shall stand together.

## Pjesma naroda
(prijevod na hrvatski)
Litvo, naša draga domovina,

Zemljo slavnih junaka,

Nek' ti sinovim za snagu buda dana

Od slave predaka.
Nek tvoja djeca uvijek časno

izaberu vrlina put,

Nek tvoja slava i dobro narodno

budu njihov cilj.
Nek sunce nad ovom zemljom

Rastjera sve mračno,

Istinom i svijetlom, svijetiljkom žarkom,

vodi naš korak vječno.
Nek našu ljubav za domovinu

Vječno u srcima imamo,

Za dobro naše zemlje

Ujedinjeni stojimo.